# Eumerus pamirorum
Eumerus pamirorum är en tvåvingeart som beskrevs av Stackelberg 1949. Eumerus pamirorum ingår i släktet månblomflugor, och familjen blomflugor. Inga underarter finns listade i Catalogue of Life.